# América francófona

Territorios de habla francesa en América

Se le conoce como Franco-América o Francoamérica, también llamada América Francesa (en francés: Amérique française) o también llamada América Francófona al conjunto de territorios de habla francesa a lo largo del continente americano, en contraste a Anglo-América, Lusoamérica, la América Neerlandesa e Hispanoamérica.

## Historia

### Antecedentes
En el siglo XVI, los franceses ya habrían empezado sus pequeños pasos a la colonización del norte de América, impulsada por Francisco I, instaurando los puertos de Fort Caroline (en la Isla Carolina) con el objetivo de interceptar las flotas españolas cargadas de oro que procedían de la Habana. Sin embargo, los breves intentos de asentamiento de Cartier fracasaron y, tras los conflictos con el pueblo iroqués local y los intentos fallidos de explotar los recursos naturales de la zona, regresó a Francia.

### Fundación de las primeras colonias francesas

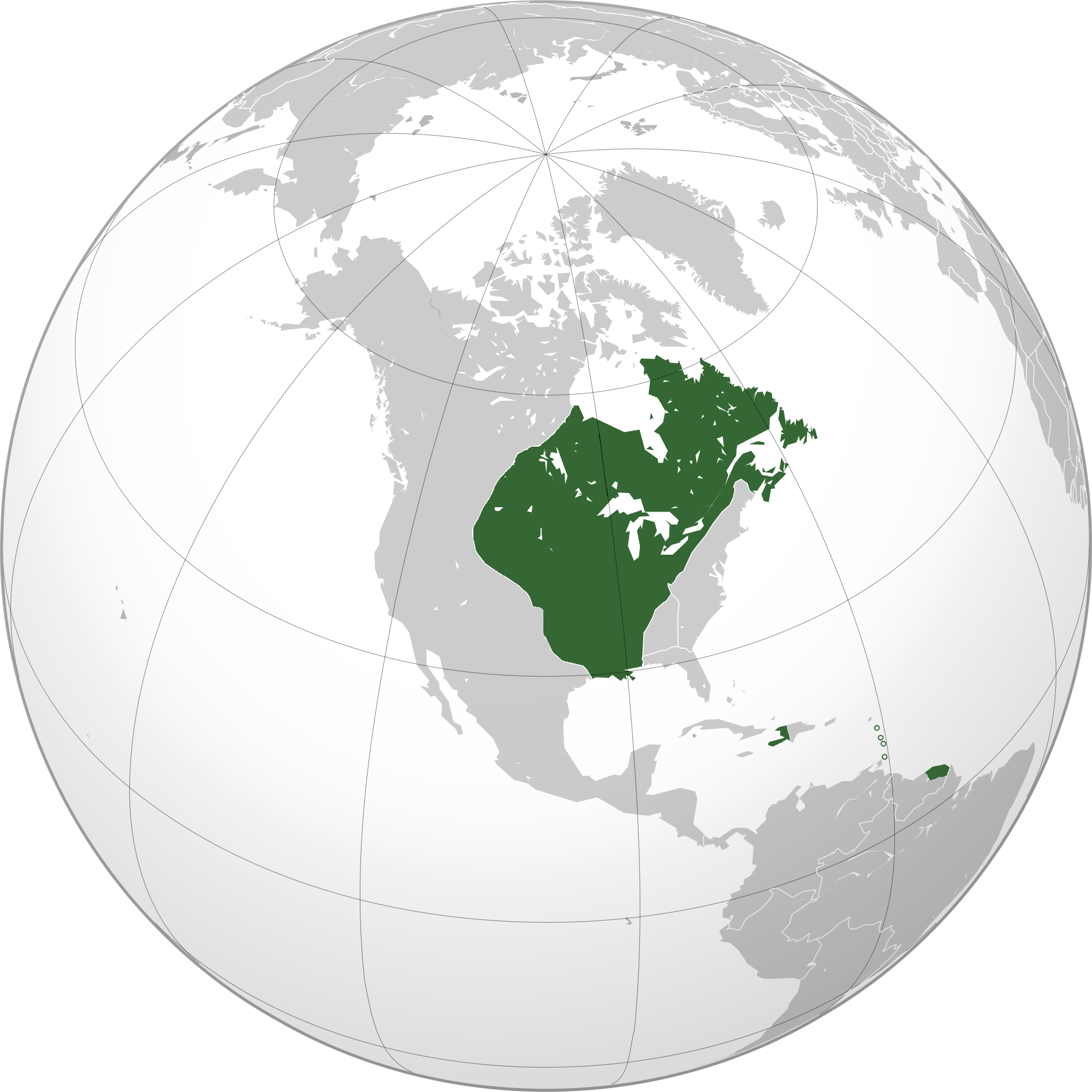
Colonias francesas en América.

Francia no volvería a intentarlo hasta medio siglo después. En 1604, los colonos franceses fundaron la colonia de Acadia en la tierra circundante del golfo de San Lorenzo. Cuatro años después, el explorador Samuel de Champlain fundó la ciudad de Quebec más hacia el interior. Se convirtió en la ciudad más grande de la colonia de Canadá. 
A partir de ahí, Francia se adentraría más en el interior del continente americano, creando así el territorio de Nueva Francia que perduraría hasta el final de la guerra de los siete años.

### Caída de Nueva Francia
Tras el final de la guerra de los siete años, se firmó el tratado de París el 10 de febrero de 1763, haciendo que Francia sea forzada a ceder todas sus posesiones en América a Gran Bretaña. A su vez, Francia cedería Luisiana a España,pero estos les devolverían el territorio en el tratado de San Ildefonso de 1800.
Finalmente, Luisiana sería comprada por los Estados Unidos en la compra de luisiana de 1803, acabando así con todo tipo de territorio francés en Norteamérica.

## Territorios de habla francesa en América
Esta incluye tanto a países, territorios y comunidades, las cuales son:
- La provincia canadiense de Quebec, el cual es el centro de la comunidad franco-americana y también el punto de origen de la mayor parte de la América Francesa.
- Distintas comunidades canadienses a lo largo de las provincias canadienses (especialmente en Nuevo Brunswick, donde los francófonos representan un tercio de la población)[7]
- San Pedro y Miquelón, San Martín, San Bartolomé, Martinica, Guadalupe (Todos estos, partes de Francia)[8]
- Santa Lucía
- Haití
- Guayana Francesa (Territorio de ultramar controlado por el gobierno francés en América del Sur)[9]

También hay una minoría francesa en algunos de los estados constituyentes de EE. UU., los cuales son:
- Luisiana
- Misisipi
- Florida
- Texas
- California
- Illinois
- Nueva York

También hay minorías francófonas en la región de Nueva Inglaterra.